# Larinia parangmata
Larinia parangmata är en spindelart som beskrevs av Alberto Barrion och James A. Litsinger 1995. Larinia parangmata ingår i släktet Larinia och familjen hjulspindlar.
Artens utbredningsområde är Filippinerna. Inga underarter finns listade i Catalogue of Life.